# Multibus

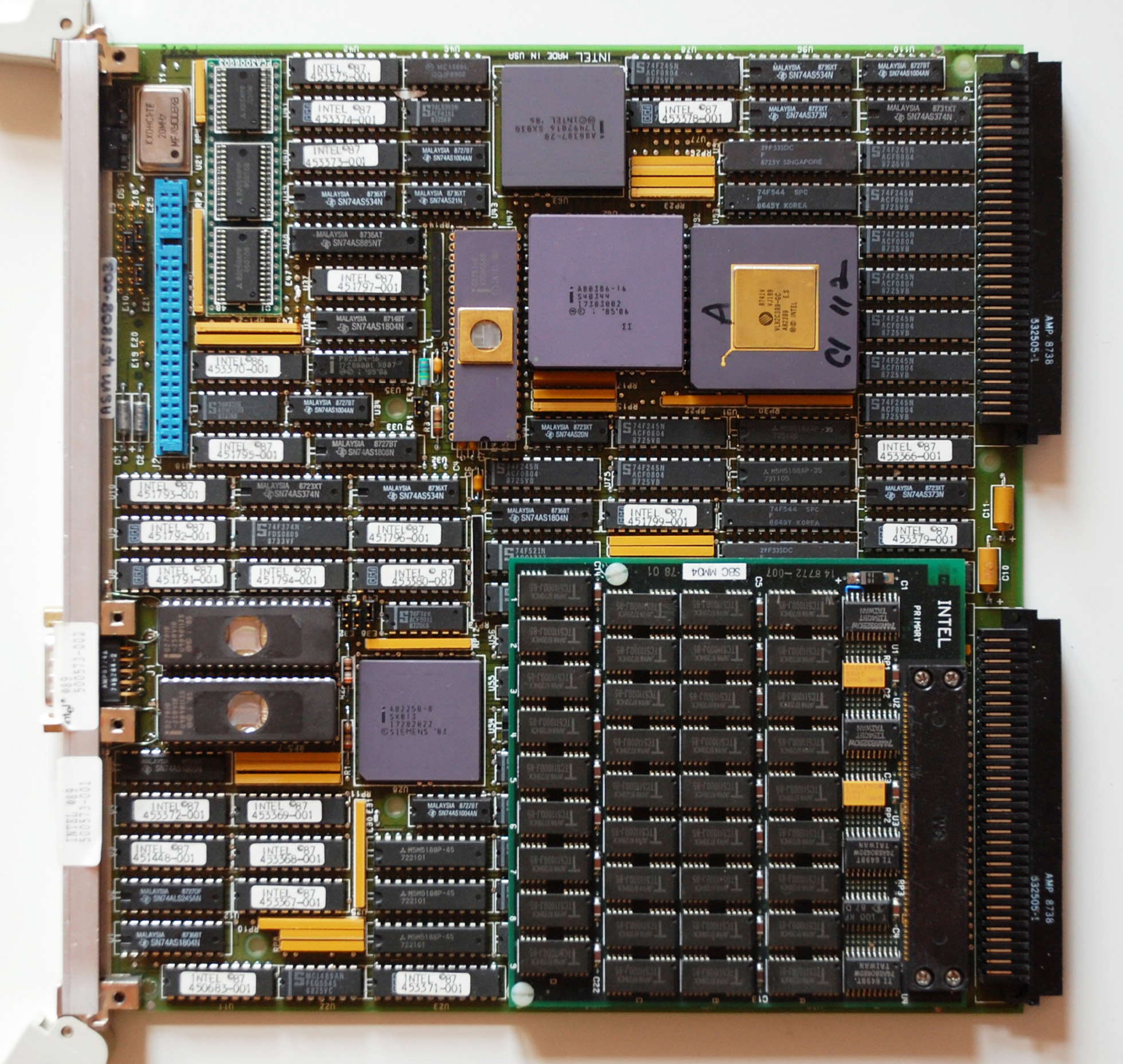
Одноплатный компьютер Intel iSBC 386/116 Multibus II с чипом VLSI A82389, используемым в качестве контроллера Multibus

Multibus — стандарт компьютерной шины, используемый в промышленных системах и системах сбора данных. Он был разработан компанией Intel Corporation и, впоследствии, принят в качестве ряда стандартов IEEE, начиная с IEEE 796.
Multibus длительное время пользовался широкой поддержкой индустрии в связи с тем, что он был достаточно надёжен и хорошо документирован. Относительно большой форм-фактор плат позволял создавать достаточно сложные устройства, базирующиеся на этой шине. По состоянию на 1982 год совместимые с Multibus устройства выпускали свыше 100 производителей.
После длительного периода развития компанией Intel линейки продуктов Multibus I и II были выкуплены компанией RadiSys Corporation, которая, в свою очередь, в 2002 году была поглощена U.S. Technologies, Inc.

## Архитектура
Multibus в своём первоначальном дизайне являлась асинхронной шиной, допускавшей подключение устройств, работающих с разной пропускной способностью. Она использовала 20 адресных линий, что позволяло адресовать до 1 мегабайта памяти и до 1 мегабайта портов ввода-вывода. Большинство устройств ввода-вывода Multibus работали только с начальными 64 Кб этого адресного пространства.
Multibus поддерживает режим мультимастеринга, что позволяет попеременно нескольким устройствам захватывать шину и инициировать передачу данных в режиме DMA.

## Стандартизация
Спецификация Multibus с самого начала определяла несколько различных по функционалу шин:
- Multibus System Bus — принята в качестве стандарта IEEE 796
- iSBX (шина расширения ввода/вывода) — принята в качестве стандарта IEEE P959
- iLBX Local Bus Extension (Execution Bus)[5]
- Multichannel I/O Bus

Таким образом подход Mutlibus был, изначально, противоположен принятому при проектировании магистрально-модульных шин — вместо единого стандарта обмена для всех типов компьютерных устройств, был принят набор гармонизированных стандартов, предназначенных для функционально различных классов задач. Само название шины было образовано в связи с этим подходом.

### Multibus I
Первая версия стандарта была представлена компанией Intel в 1974 году. В стандарте не было предусмотрено полного описания крейта, но заданы механические характеристики разъёмов и плат, в одном из двух предложенных вариантов, совместимых с габаритными требованиями стандарта Евромеханика. Для карт не предусмотрено передних заглушек или панелей, они используют плоские разъёмы, аналогичные применённым позднее в шине ISA. Эта версия стандарта является устаревшей, хотя компании, такие как Northwest Technical до сих пор поставляют «End of Life» оборудование для использования в системах с этой шиной.
Интерфейс Multibus I был использован в качестве основы стандартов IEEE-796 и ISO/IEC BUSI. Ниже приведены официальные названия документов, определивших версию стандарта ISO/IEC:
- IEC 796-1:1990 Microprocessor system bus—8-bit and 16-bit data (Multibus I) — Part 1: Functional description with electrical and timing specifications
- IEC 796-2:1990 Microprocessor system bus—8-bit and 16-bit data (Multibus I) — Part 2: Mechanical and pin descriptions for the system bus configuration, with edge connectors (direct)
- IEC 796-3:1990 Microprocessor system BUS I, 8-bit and 16-bit data (Multibus I) — Part 3: Mechanical and pin descriptions for the Eurocard configuration with pin and socket (indirect) connectors

По сравнению с оригинальной версией Multibus, число линий адреса увеличено до 24 и оговорены функции второго разъёма.
В СССР/СЭВ в качестве основы для стандартизации была выбрана европейская версия стандарта. Он был документирован в качестве интерфейса И41, использовавшегося в СМ ЭВМ, в частности в СМ-1800 и СМ-1810.

### Multibus II
Стандарт высокоскоростной синхронной шины Mutibus-II был представлен в 1987 году и обновлён в 1994. 32-битная шина работает на частоте 10 МГц и обладает пропускной способностью 40 Мбит/c.
Стандарт определяет размеры карт 3U x 220 мм, и 6U x 220 мм. Эти карты больше по размеру, чем аналогичного типа карты VME, выполненные в конструктиве Eurocard, размер которых составляет 3U/6U x 160 мм. Они используют TTL-логику и разъёмы DIN 41612 type C для подключения к объединительной панели. Multibus II не считается полностью устаревшей, но, в силу давности стандарта, не рекомендуется для новых разработок.
Стандартизация этой версии шины происходила путём принятия стандартов IEEE 1296—1987 и IEEE 1296—1994 и стандарта ISO/IEC 10861:1994 Information technology—Microprocessor systems—High-performance synchronous 32-bit bus: Multibus II. В СССР/СЭВ тот же стандарт был документирован в качестве интерфейса И42.

## Известные примеры применения

### Системные
В начальный период существования Multibus пользовался широкой поддержкой индустрии, многие из компаний, которые выпускали свои продукты в этом стандарте. Часть этих компаний и продуктов, впоследствии, стала широко известной. В качестве примеров можно привести Sun Microsystems, выпустившую рабочие станции Sun-1 и Sun-2. Sun разработала карты CPU, оперативной памяти, SCSI-контроллера и адаптера дисплея, добавила разработанную 3Com сетевую карту Ethernet, контроллеры SMD дисков Xylogics, контроллеры ленточных устройств от Ciprico Tapemaster, Floating Point Processor от компании Sky, и 16-port терминальный интрефейс Systech. Этот набор оборудования, использующего Multibus, позволил клиентам Sun конфигурировать закупаемое оборудование как рабочие станции или файл-серверы. Среди других производителей рабочих станций, которые использовали Multibus в своих системах, можно назвать HP/Apollo и компанию Silicon Graphics, применившую эту шину в своих системах IRIS.

### Прикладные
Оборудование Multibus-II, работающее под управлением операционной системы реального времени iRMX, используется в ядре системы автоматического управления движением поездов центральной линии Лондонского метрополитена. Эта система была поставлена компанией Westinghouse Rail Systems и введена в эксплуатацию в середине 1990 годов. Центральная линия лондонского метро является линией с автоведением поездов. Упомянутая система управления движением поездов на ней построена на комбинации систем iRMX на базе Multibus и Solaris на базе оборудования SPARC.
Шестнадцать базирующихся на Multibus локальных управляющих систем распределены по линии и находятся под контролем шести систем центра управления движением, так же использующих Multibus. Функции управления реального времени предоставляются в этой технической системе именно использующим Multibus оборудованием, а рабочие станции Sun выполняют функции серверов баз данных и рабочих мест операторов в центре управления. Все компьютеры подсистемы Multibus используют двойное резервирование. Критический для безопасности поездов компонент автоблокировки, впрочем, в этой системе реализован на основе бортового оборудования вагонов и оборудования самого пути и не использует Multibus. Эта система функционировала, как минимум, по состоянию на 2011 год.
В центре управления компания Westinghouse также установила сокращённую версию системы управления, предназначенную для обучения персонала и тестирования программного обеспечения. Эта версия является имитатором основной. Она использует большую часть того же аппаратного и программного обеспечения, что и основная система, но реальное движение поездов заменено имитатором.
Аналогичная система управления движением была установлена тем же производителем для Общего Туннеля Метрополитена Осло, однако, предполагалось, что она будет выведена из эксплуатации в 2011 году. В настоящее время, её судьба неизвестна.